# 黄农 (1898年)
黄农（1898年—1974年7月），号稼初，男，福建邵武人，中国生物学和植物病理学家、政治人物，曾任第二届全国政协委员。